# Héphestion
Pour les articles homonymes, voir Héphestion (homonymie).
Héphestion ou Héphaistion ou Héphaestion (en grec ancien Ἡφαιστίων / Hêphaistíôn), né à Pella vers 356 av. J.-C. et mort à Ecbatane en 324, est un général macédonien et le favori d'Alexandre le Grand.
Ami d'enfance du futur souverain et élève d'Aristote, il commence sa carrière dans la cavalerie des Compagnons. Par la suite, il devient sômatophylaque (garde du corps) d'Alexandre et profite de l'exécution de Philotas en 330 pour obtenir le titre d'hipparque de la cavalerie. Vers 327, au moment de la conquête de l'Inde, il est désigné chiliarque, soit chef de la cavalerie et équivalent du vizir achéménide, faisant de lui le deuxième personnage dans la hiérarchie impériale. Sa mort, de cause naturelle, plonge Alexandre dans une profonde affliction et un culte héroïque lui est dédié. Il est réputé davantage comme diplomate et organisateur que comme chef militaire, surtout si on le compare à d'autres généraux du premier cercle comme Perdiccas, Ptolémée ou Cratère. Il soutient la politique d'intégration des élites perses, s'opposant de la sorte aux Macédoniens traditionalistes.
Une tradition historique remontant à des auteurs antiques fait d'Héphaestion l'amant d'Alexandre, leur relation étant alors comparée à celle entre Achille et Patrocle.

## Carrière

### Début de sa carrière
Fils de l'aristocrate Amyntor, peut-être d'origine athénienne, Héphaestion est né vers 356 av. J.-C. car les auteurs antiques stipulent qu'il a le même âge qu'Alexandre. En 343, il devient page à la cour de Pella, un rôle commun aux adolescents de la classe aristocratique macédonienne. C'est à cette époque qu'il se lie d'amitié avec le futur roi. Une légende tirée du Roman d'Alexandre dit qu'Héphaestion et Alexandre, alors âgés de 15 ans, aurait navigué jusque Pise en Élide. Il ne fait pas partie des amis proches d'Alexandre exilés par Philippe II après l'affaire Pixodaros en 339 ; plus jeune que Ptolémée ou Harpale par exemple, son influence est sans doute jugée moins néfaste. Il n'est pas explicitement mentionné par les sources antiques comme ayant reçu l'enseignement philosophique d'Aristote en compagnie d'Alexandre. Mais, il est cité par Diogène Laërce dans un catalogue des correspondances d'Aristote. Si ces lettres, aujourd'hui disparues, ont trouvé leur place dans un tel catalogue, cela signifie qu'Aristote a bien été son précepteur et qu'il a été suffisamment impressionné par son élève pour correspondre avec lui.
Partageant l'éducation d'Alexandre, Héphaestion a appris à combattre dès son plus jeune âge. Sa première action militaire a peut-être été la campagne menée contre les Thraces en 340, alors qu'Alexandre est nommé régent en l'absence de son père parti assiéger Périnthe et Byzance. Il est possible qu'il ait participé à la bataille de Chéronée (338) durant laquelle Alexandre commande l'aile gauche de la cavalerie. Il n'est pas mentionné pendant la campagne sur le Danube (335). Il fait partie de la cavalerie des Compagnons (hétaires) au début de l'expédition en Asie, mais il n'est pas mentionné à la bataille du Granique (334). Dès le début de la conquête, il est engagé dans des missions spéciales, tantôt diplomatiques, tantôt techniques. La première mention explicite de sa carrière dans les sources antiques est une mission diplomatique d'une certaine importance. Après la bataille d'Issos (333), alors qu'Alexandre longe la côte de Phénicie et reçoit la capitulation de Sidon, Héphaestion est en effet chargé de désigner comme souverain le Sidonien qu'il considère comme étant le plus digne de cette fonction. Il prend conseil auprès de la population et choisit un homme ayant un lien de parenté lointain avec la famille royale, mais dont l'honnêteté l'a réduit à travailler comme jardinier. Le personnage en question, Abdalonymus, a mené une brillante carrière politique, justifiant pleinement le choix d'Héphaestion.
Il est fort probable qu'Héphaestion ait reçu, de manière honorifique, la citoyenneté athénienne par un décret de Démade promulgué en 334 au profit d'un dénommé Amyntor fils de Démétrios et de ses descendants. De cette manière les Athéniens auraient voulu persuader Alexandre de les traiter avec indulgence et de revenir sur sa demande d'expulsion des principaux orateurs.

### Affirmation durant les campagnes d'Alexandre

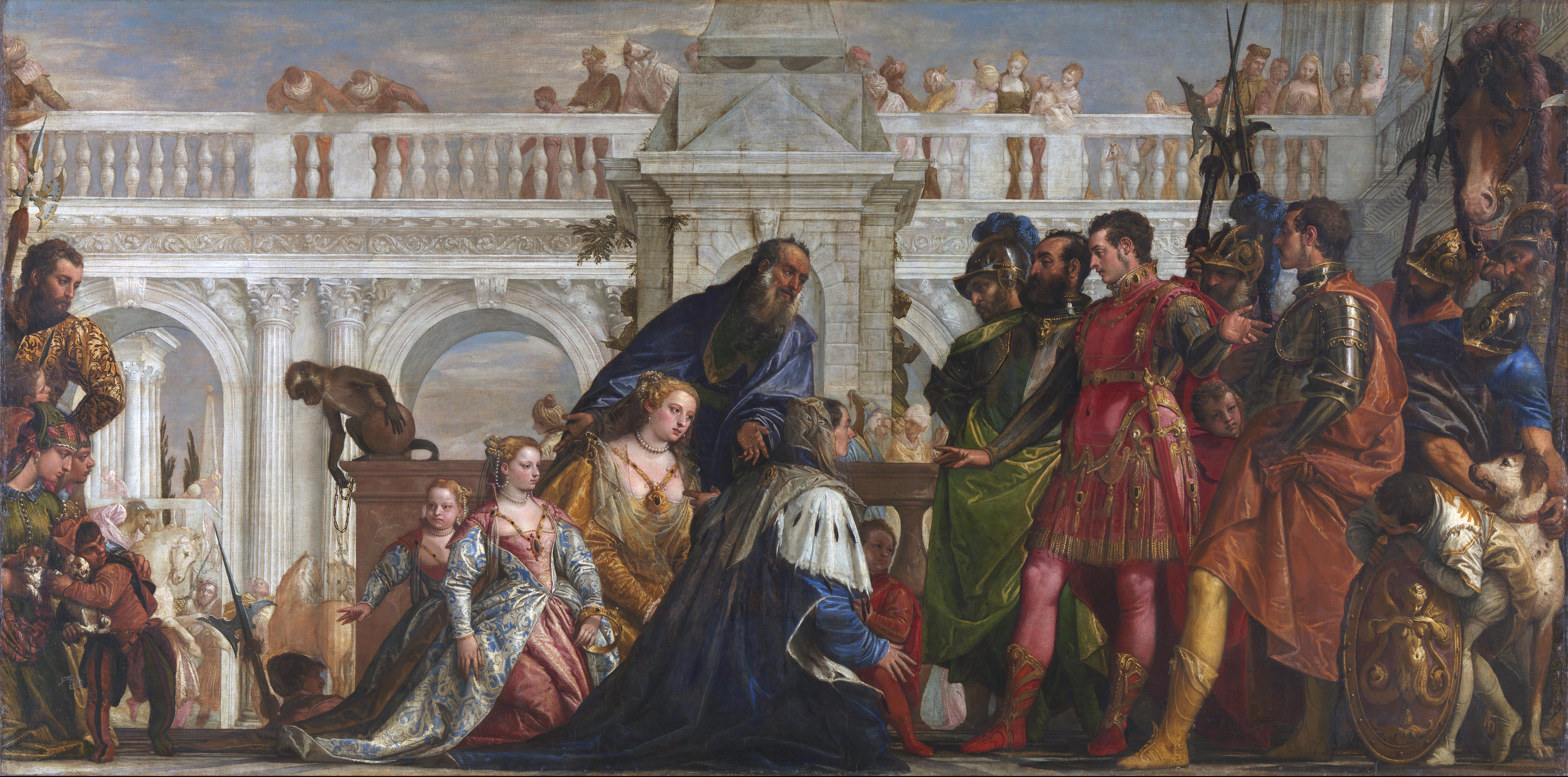
La Famille de Darius devant Alexandre, Véronèse, 1565-1570, National Gallery. Alexandre montre Héphaestion à Sisygambis : « Lui aussi est Alexandre ».

À la fin de l'été 332 av. J.-C., Héphaestion est chargé de transporter la flotte et l'équipement de siège de Tyr vers Gaza. En 331, il reçoit le Samien Aristion que Démosthène a envoyé afin de tenter de se réconcilier avec Alexandre ; l'inaction d'Athènes lors de la révolte du roi de Sparte Agis III semble montrer que cette ambassade a porté ses fruits. Il est probable que ce soit Héphaestion qui ait conduit l'avant-garde d'Égypte vers l'Euphrate et ait fait construire un pont afin de traverser le fleuve malgré les opérations du satrape Mazaios.
La première mention explicite d'un commandement militaire date de la bataille de Gaugamèles (331). Selon Diodore de Sicile il est le chef des sept sômatophylaques (garde du corps) d'Alexandre, fonction qu'il occuperait depuis 333 et qui ne doit pas être confondue avec celle de chef de la garde royale équestre (agéma), confiée au départ à Cleitos. Héphaestion a été certainement au cœur de l'action, car Arrien écrit qu'il a été blessé tandis que Quinte-Curce précise qu'il s'agit d'une blessure dans le bras provenant d'un coup de lance.
Après sa victoire contre Darius III, Alexandre amorce une politique de rapprochement avec les élites perses, avec l'approbation d'Héphaestion. Ainsi dans les quartiers royaux à Babylone, il se voit confier la mission de vérifier la lignée des captifs perses, afin d'éviter que les nobles ne soient humiliés. À l'automne 330, Héphaestion participe à l'interrogatoire et au supplice de Philotas. Les officiers macédoniens exigent que Philotas soit exécuté par lapidation, mais Héphaestion, ainsi que Cratère et Coénos, demandent instamment qu'il soit d'abord torturé. Il profite de la mort du fils de Parménion pour monter en grade : il est désigné hipparque, soit commandant d'une des hipparchies de cavaliers. À cette date, Alexandre procède en effet à une réforme de la cavalerie qui est scindée en deux hipparchies commandées par Héphaestion et Cleitos. Cette désignation d'un officier relativement inexpérimenté et sans titre de gloire, s'apparente à du népotisme. En 329, il est choisi comme l'un des conseillers du roi avant la bataille contre les Scythes sur le fleuve Iaxarte. Au printemps 328, en Sogdiane, lorsque l'armée est divisée en cinq colonnes, il commande un contingent avec pour mission de reconquérir plusieurs petites forteresses dans lesquelles les indigènes révoltés se sont réfugiés.
Les compétences d'Héphaestion semblent davantage politiques que militaires. Alexandre lui confie en effet plutôt des missions de « service public », comme celle qui consiste à peupler, avec des indigènes et des colons gréco-macédoniens, les cités fondées nouvellement en Bactriane et en Sogdiane. Cette entreprise doit garantir la loyauté de la population autochtone par le biais de l'établissement de garnisons qui fournissent également un réseau de communication dans la région. Dix jours après le meurtre de Cleitos, survenu fin 328, il est chargé de collecter des provisions pour l'hiver.
Peu avant la conquête de l'Inde, début 327, Héphaestion est désigné chiliarque, soit chef de la cavalerie des Compagnons mais aussi équivalent du vizir achéménide, ce qui en fait le deuxième personnage dans la hiérarchie impériale, obtenant en plus le commandement d'une garde formée de 1 000 nobles perses. Cette désignation correspond à la volonté d'Alexandre de confier les postes clefs à ses fidèles dans le contexte de l'adoption des usages achéménides : Héphaistion soutient par exemple son roi dans sa tentative d'introduire à la cour l'usage de la proskynèse, très contestée parmi les officiers macédoniens.

### Durant la campagne d'Inde
Au printemps 327 av. J.-C., Héphaestion et Perdiccas sont envoyés en Inde à la tête une force considérable afin de servir d'avant-garde et de construire un pont de bateaux sur l'Indus. Héphaestion aurait reçu le commandement suprême, car le récit de Quinte-Curce ne mentionne que lui lors de l'ambassade auprès du fils de Taxilès. La participation de Perdiccas à cette expédition peut être imputée à la fois à la nécessité d'un militaire compétent pour accompagner Héphaestion, relativement inexpérimenté, et à leur apparente compatibilité personnelle. Au cours des dernières phases de la conquête, les deux hommes ont en effet noué des liens personnels étroits avec Alexandre. Il n'est donc pas surprenant que Perdiccas ait remplacé le défunt Héphaestion en tant que deuxième dans la hiérarchie. Les deux généraux suivent la vallée de la rivière Kaboul, matant la résistance des indigènes par la négociation ou par des démonstrations de force. Ils s'emparent de Peucelaotis, dont le dirigeant local, Astis, s'est rebellé, après trente jours de siège. Au moment où Alexandre atteint l'Indus, Héphaestion a construit le pont-bateau et acquis des provisions pour le gros de l'armée.
À la bataille de l'Hydaspe, Héphaestion commande la cavalerie sur l'aile gauche sous le contrôle d'Alexandre, pour prendre part à la charge victorieuse. Il lutte après contre le cousin et homonyme de Poros, Alexandre le chargeant de transférer son royaume à Poros. Il reçoit ensuite pour mission d'établir un avant-poste dans le pays des Assacènes, qui se sont rebellés, et rejoint le roi après la prise de Sangala. À la fin de l'année 326, il conduit la troupe avec Cratère le long de l'Indus tandis qu'Alexandre descend le fleuve à la tête d'une flotte de 1 000 navires, dont Héphaestion fait partie des triérarques. Pour la descente de l'Indus, Alexandre a divisé le gros de ses forces terrestres en deux parties : Héphaestion prend la plus grande partie le long de la rive est, tandis que Cratère, avec une force moins importante, descend à l'ouest. La séparation des deux commandants est devenue une nécessité tant leurs relations sont tendues. Deux jours après l'arrivée d’Alexandre à l'endroit prévu, Héphaestion poursuit vers le sud vers le territoire des peuples alliés aux Malliens. Par la suite, il est chargé de fonder un chantier naval à Patala sur l'Indus et une colonie, par synœcisme, dans le pays des Orites, tandis qu'Alexandre mène campagne aux frontières de la Gédrosie.
Finalement Alexandre a surtout utilisé Héphaestion pour des opérations non militaires : fondation de colonies, construction de ponts et sécurisation des communications. C'est en Inde qu'il reçoit ses premiers commandements militaires importants.

### Fin de sa carrière

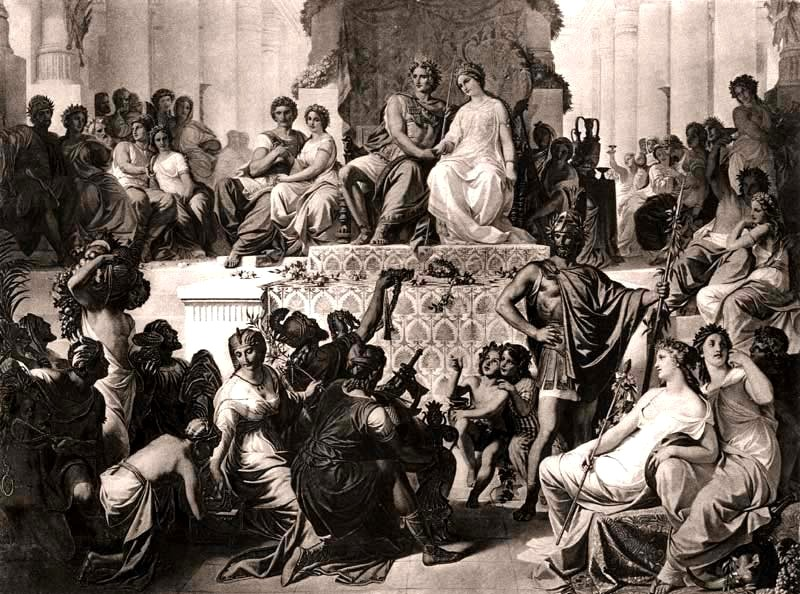
Les noces de Suse, Héphaestion et Drypétis sont situés à gauche d'Alexandre et de Stateira.

Héphaestion rejoint Alexandre sur la route du retour à travers le désert de Gédrosie. Son rôle dans cette expédition désastreuse est méconnu. En Carmanie, il dirige les troupes les plus lentes et le train à bagages le long de la route côtière et rejoint le roi, qui dirige lui les troupes plus légères, à Pasargade sur la route de Suse. Lors des noces de Suse, célébrées en février 324, il épouse Drypétis, la fille cadette de Darius III, montrant sa position de « premier après le roi » ; selon Arrien, Alexandre souhaite que leurs enfants respectifs soient cousins. Il reçoit par ailleurs une couronne d'or comme les autres sômatophylaques.
De Suse, Héphaestion conduit le corps principal de l'armée vers le golfe Persique, tandis qu'Alexandre longe la côte. Puis il suit le Tigre et retrouve Alexandre à Opis en Babylonie. De là, ils marchent de concert vers Ecbatane en Médie. Dans la ville, Alexandre célèbre des Dionysies avec des jeux sportifs et artistiques. Héphaestion tombe malade et meurt le 10 novembre 324 av. J.-C. après avoir été pris d'une forte fièvre pendant sept jours. Les causes précises de sa mort ne sont pas connues ; il s'agirait peut-être de la fièvre typhoïde. Plutarque affirme qu'Héphaestion n'a pas écouté les conseils de son médecin Glaucos qui lui a recommandé de ne pas trop manger ni de trop boire de vin, aggravant son mal. La nouvelle de la détérioration de son état parvient à Alexandre alors que celui-ci assiste à des courses ; mais il revient trop tard, le trouvant déjà mort. La douleur du roi est démesurée : il serait resté à pleurer une journée entière sur le corps de son défunt favori, et ordonne que Glaucos soit crucifié. Alexandre aurait par ailleurs fait raser l'acropole et les remparts d'Ecbatane.

### Funérailles et héroïsation
Après la mort d'Héphaestion à l'hiver 324 av. J.-C., Alexandre, selon Élien, « jeta des armes dans son bûcher, fit fondre de l'or et de l'argent avec le mort et mit dans le feu ce célèbre habit [du Grand Roi] considéré comme très précieux chez les Perses. Il coupa ses boucles à la manière des héros homériques, geste par lequel il imitait l'Achille du Poète ». Il fait abattre les remparts d'Ecbatane et couper la crinière des chevaux en signe de deuil. Sous l'influence d'Eumène de Cardia, l'habile chancelier, tous les officiers contribuent à la construction à Babylone d'un tombeau majestueux, de forme pyramidale ou cubique selon les sources. Perdiccas est chargé de convoyer sa dépouille à Babylone, tandis que des jeux funèbres sont célébrés dans tout l'Empire. Les cérémonies fastueuses en l'honneur d'Héphaestion ont coûté la somme considérable de 12 000 talents. Alexandre ordonne, le temps du deuil, que l'on éteigne à travers l'Empire les feux sacrés entretenus par les Mages, comme les Perses ont coutume de faire à la mort du Grand Roi. En guise de sacrifice funéraire, Alexandre mène une sanglante campagne contre les Cosséens de Médie.
Alexandre envoie une ambassade à l'oracle de Zeus Ammon à Siwa, habituellement consulté pour les cultes funéraires, dont la réponse lui parvient en mai 323. L'oracle proclame qu'il est conforme à loi divine de dédier à Héphaestion un culte héroïque au titre de « dieu Héphaestion », décision qu'il fera appliquer au sein de l'empire asiatique et des cités grecques, dont Athènes,. Les funérailles d'Héphaestion se déroulent le 30 mai 323 à Babylone autour de jeux et des festins. Le corps du favori est placé sur un bûcher, 10 000 bêtes sont sacrifiées et la viande est offerte aux soldats. Ces funérailles ont été décrites par Éphippos d'Olynthe dans un pamphlet écrit au IVe siècle av. J.-C., La Sépulture d'Alexandre et d'Héphaestion, mentionné de manière allusive par Athénée de Naucratis dans Les Deipnosophistes,.
Alexandre demande par ailleurs au satrape d'Égypte que soient élevés à Alexandrie et sur l'île de Pharos deux hérôa,  et que soit inscrit le nom du favori sur les contrats officiels. Il ordonne également à Deinocratès de Rhodes d'ériger un peu partout dans l'Empire des sanctuaires dédiés au culte d'Héphaestion. Pour autant le fait qu'Héphaestion ait été l'objet d'un culte divin à Alexandrie comme l'affirme Justin, semble douteux.

## Personnalité et vie privée

### Caractère

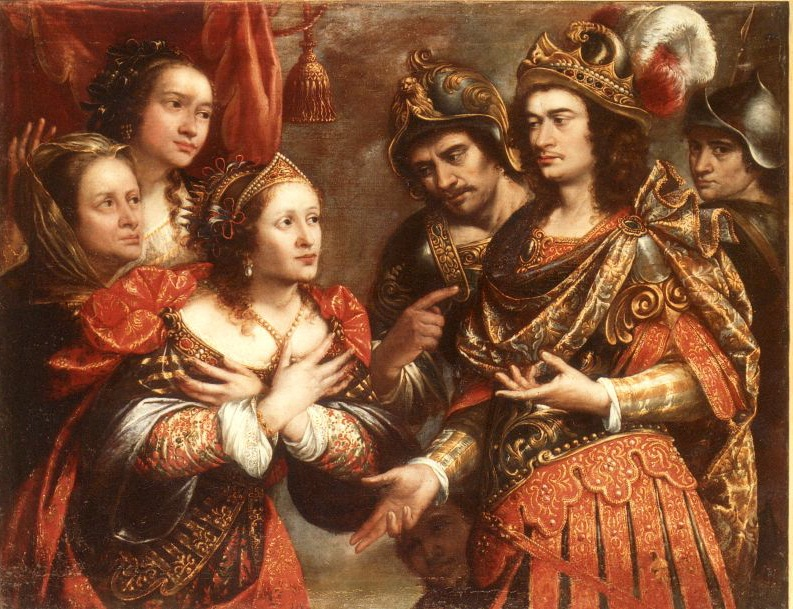
La famille de Darius devant Alexandre, Giusto Sustermans, Biblioteca Museu Víctor Balaguer.

Divers épisodes de la carrière d'Héphaestion suggèrent qu'il peut se montrer déplaisant et qu'il est généralement peu apprécié parmi les officiers de haut rang ; il est même qualifié d'« intrigant haineux » par l'historien Ernst Badian. Sa désignation au poste de chiliarque provoque une concurrence avec le chancelier Eumène de Cardia qui a autorité sur les correspondances royales et l'intendance de l'armée ; plusieurs différends d'ordre financier et protocolaire les opposent. Alexandre, en apprenant ces incidents, se met d'abord en colère contre Héphaestion, mais montre ensuite du ressentiment envers Eumène. Heureusement pour ce dernier, l'animosité avec Hephaestion a été de courte durée. Après la mort du favori, le chancelier se montre assez habile pour proposer des honneurs posthumes.
Le plus grand rival d'Héphaestion est Cratère, principal commandant de la phalange. Diodore de Sicile fait d'ailleurs dire à Alexandre : « Cratère, certes, aimait son roi, mais Héphaestion aimait Alexandre ». Les deux hommes en viennent même à se battre durant l'expédition en Inde. Afin notamment d'éloigner les deux rivaux, Alexandre ordonne à Cratère de retourner en Macédoine avec une troupe de vétérans afin de remplacer Antipater à la tête de la régence. Le départ de Cratère pour l'Europe le laisse donc sans rival sérieux en tant que meilleur ami et premier général d'Alexandre. Enfin, Olympias aurait également témoigné une certaine hostilité envers le favori de son fils.
Héphaestion s'est montré favorable à l'adoption des coutumes orientales, dont la proskynèse, et à la politique d'intégration des Perses. Alexandre l'emploie souvent dans ses relations avec les Perses, ce qui a pu heurter les Macédoniens traditionalistes, également jaloux de son ascension. Il s'est notamment querellé avec Callisthène au sujet de l'adoption des mœurs orientales et l'a calomnié, participant à son arrestation.

### Relations avec Alexandre

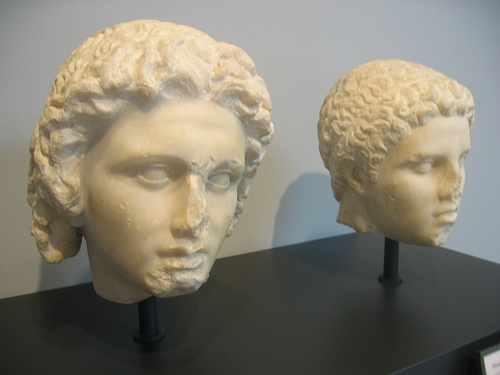
Alexandre, à gauche, et Héphaestion, à droite, époque ptolémaïque, musée de la Villa Getty.

Selon les auteurs antiques, Héphaestion est, depuis l'enfance, l'ami le plus cher et le confident d'Alexandre. Ce dernier a favorisé l'ascension de son favori, affublé par lui-même de l'épithète philalexandros (« qui aime Alexandre »), au point que selon Plutarque Alexandre s'est mis en colère contre lui, le qualifiant de fou s'il ne sait pas que « sans Alexandre, il ne serait rien ». Après une donation au sanctuaire d'Asclépios à Épidaure, Alexandre aurait dit selon Arrien : « J'ai pourtant à me plaindre de ce dieu, qui n'a point sauvé celui que j'aimais plus que moi‑même ». Au moment de la capture de la famille royale perse, à la suite de la bataille d'Issos, Sisygambis, la mère de Darius III, aurait confondu, selon la Vulgate d'Alexandre, Héphaestion, qui « l'emportait par la taille et la beauté », avec Alexandre, qui aurait rétorqué : « Lui aussi est Alexandre ». Arrien rapporte cet événement tout en déclarant qu'il ne se prononce pas sur la véracité de celui-ci. Cette fable, qui fait d'Héphaestion le véritable alter ego d'Alexandre, proviendrait de l'historien Clitarque, sachant que le thème de la ressemblance vestimentaire entre les deux hommes est commun à Alexandrie à la fin du IVe siècle av. J.-C. Par ailleurs Aristote, qui a été leur professeur, déclare que l'amitié est comme « une seule âme demeurant dans deux corps ». Pour le philosophe l'amitié (philia) est une forme d'amour (éros) et « la chose la plus nécessaire à l'existence ». Dans l'Éthique à Nicomaque, il définit l'amitié entre ceux qui se ressemblent comme une vertu, ajoutant que ceux nous aimons le sont car ils sont un autre nous-même.
La question des relations intimes entre Héphaestion et Alexandre est sujette à la controverse, une tradition historique faisant de lui l'amant du roi. Les notions d'homosexualité ou de bisexualité sont anachroniques pour les hommes de cette époque. Par ailleurs, ce sont des chroniqueurs antiques bien postérieurs, utilisant des sources aujourd'hui disparues, qui font état de ces anecdotes concernant leur relation. Les sources anciennes les plus fiables, tels Diodore de Sicile, Arrien, Plutarque et Quinte-Curce, citent uniquement Héphaestion comme l'ami (philos) fidèle d'Alexandre, même s'il est vrai qu'ils écrivent à une époque où les relations homosexuelles sont plus mal vues qu'en Grèce classique.
À l'occasion d'un pèlerinage à Troie au printemps 334 av. J.-C., attesté par Arrien, Alexandre et Héphaestion ont déposé des gerbes sur les tombes d'Achille et Patrocle pour ensuite faire une course nus afin d'honorer les deux héros. Selon Élien, cet épisode laisse entendre qu'Héphaestion est l'éromène d'Alexandre, comme Patrocle a été celui d'Achille. Mais cette interprétation est sujette à caution, car l'œuvre d'Élien est une collection d'anecdotes, écrite plus de cinq siècles après la mort d'Alexandre. À l'époque d'Élien, il semble acquis qu'Achille et Patrocle soient amants alors qu'Homère ne l'évoque pas explicitement. Parmi des auteurs postérieurs à Homère estimant qu'Achille et Patrocle sont amants, on trouve notamment Eschyle et Platon dans Le Banquet. Quant à l'immense peine d'Alexandre après la mort d'Héphaestion, elle le rapproche d'Achille pleurant Patrocle. Selon l'historien Robin Lane Fox, cet hommage à Achille et Patrocle, première mention d'Héphaestion dans la carrière d'Alexandre, montre bien qu'ils ont une relation intime car à l'époque il est convenu que les deux héros sont amoureux et que cette comparaison est destinée à rester jusqu'à la fin de leurs jours.
Héphaestion et Alexandre ont grandi à une époque où, selon certains historiens, les relations homosexuelles entre hommes sont considérées comme anormales par la majorité des Grecs. Mais selon d'autres chercheurs, comme Eva Cantarella, la bisexualité masculine est largement autorisée à cette époque dans la mesure où elle reste dans les limites prédéfinies. Pour les Grecs, l'homosexualité n'est pas un choix exclusif ou une option hors norme ; il s'agit d'une partie de l'expérience de la vie qui peut être associée à l'amour d'une femme. Toutefois le modèle des relations amoureuses entre personnes de sexe identique n'est pas le même dans toutes les cités grecques. Certains auteurs de l'époque romaine prennent pour exemple le modèle athénien, en présumant qu'Alexandre et Héphaestion ont entretenu une relation sexuelle au moment de leur adolescence, après quoi ils l'auraient abandonnée. Cependant, ce qui est vrai à Athènes ne l'est pas nécessairement en Macédoine. Les rois argéades prétendent en effet descendre des Doriens, supposés prôner l'homosexualité masculine, ce type de relation s'apparentant davantage aux mœurs du Bataillon sacré de Thèbes qu'à celles en vigueur dans la cité attique. À la lumière de cela, de nombreux indices donnent à penser que leur relation sexuelle a duré toute leur existence. Ainsi Lucien de Samosate évoque une conversation qui suggère qu'Héphaestion a passé la nuit dans la tente d'Alexandre ; Plutarque décrit l'intimité qui les unit quand Alexandre, qui a l'habitude de lire ses correspondances en compagnie de son favori, poser sur ses lèvres l'anneau royal pour lui signifier de garder secret le contenu d'une lettre d'Olympias ; enfin une lettre, probablement apocryphe, de Diogène de Sinope, accuse Alexandre d'être « lié par les cuisses d'Héphaestion » ; même si cette lettre est fausse, elle illustre les rumeurs courant dans l'Antiquité sur la sexualité d'Alexandre. L'affliction qui a touché ce dernier à la mort de son favori semble favoriser l'hypothèse d'une relation amoureuse. Arrien indique en effet qu'Alexandre s'est jeté sur le corps de son ami et qu'il est resté en larmes à ses côtés toute une journée, refusant de le quitter jusqu'à ce qu'il soit entraîné de force par ses compagnons et affirmant qu'il aurait préféré le précéder dans la mort.

## Postérité artistique

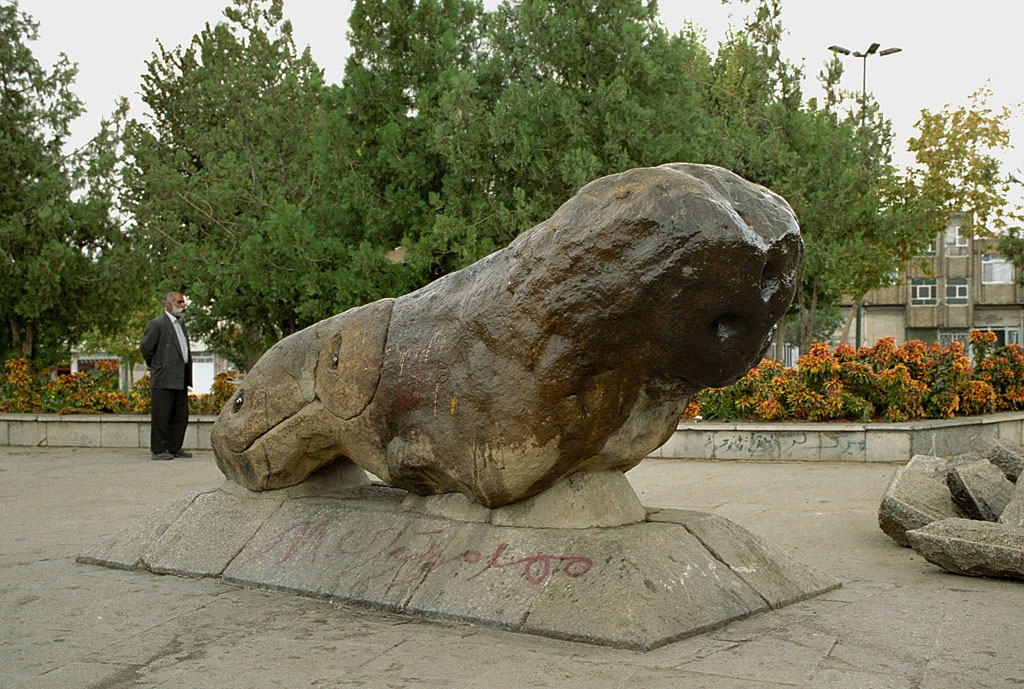
Le « lion de pierre » (Sang-e-Shir) d'Hamadan qui commémore peut-être Héphaestion.

Héros divinisé, Héphaestion bénéficie d'une grande popularité à Alexandrie à la fin du IVe siècle av. J.-C. Il est ainsi associé à Alexandre dans la statuaire locale comme en témoignent deux statuettes alexandrines formant groupe qui représentent Alexandre et Héphaestion vêtus du même costume (Musée national archéologique d'Athènes). Cette popularité à Alexandrie peut expliquer le rôle de premier plan que joue Héphaestion dans la Vulgate d'Alexandre issue de Clitarque (via Diodore de Sicile, Quinte-Curce et Trogue-Pompée), historien à la cour de Ptolémée.
En dehors d'Alexandrie, sont connus deux bustes d'Alexandre et d'Héphaestion provenant de Cymé d'Éolide (Villa Getty). On sait aussi que Lysippe, le portraitiste attitré d'Alexandre, a sculpté un portrait d'Héphaestion. Enfin la statue datant du IVe siècle av. J.-C. connue sous le nom de « lion de pierre » (Sang-e-Shir en persan), que l'on peut encore voir à Hamadan (ancienne Ecbatane), serait peut-être un présent fait par Alexandre pour commémorer Héphaestion.
Selon Katerína Peristéri, directrice des fouilles du colossal tombeau d'Amphipolis mis au jour en 2014, Alexandre aurait commandité la construction de ce tombeau pour Héphaestion, car le monogramme « H » (la lettre êta) est présent sur plusieurs trouvailles. Mais cette hypothèse, avancée sans autres preuves documentaires, ne convainc pas la communauté des archéologues et historiens.
La scène de la confusion entre Alexandre et Héphaestion a inspiré à Paul Véronèse au XVIe siècle le tableau La Famille de Darius devant Alexandre.
Dans le film Alexandre réalisé par Oliver Stone en 2004, Héphaestion est incarné par Jared Leto, ainsi que par l'Irlandais Patrick Carroll dans le rôle d'Héphaestion adolescent. Conseillé par l'historien américain Robin Lane Fox, professeur à Oxford, Oliver Stone brosse le portrait d'un Héphaestion effacé, attentionné et fidèle à Alexandre ; les deux personnages sont présentés comme amants.
Dans la série télévisée Alexandre le Grand : Au rang des dieux, diffusée en 2024 sur la plateforme Netflix, Héphaestion est incarné par Will Stevens.
La chanson de Sufjan Stevens, Mystery of love, fait référence à Héphaestion comme amant d'Alexandre en évoquant son immense peine à la mort de son favori. Il s'agit de l'un des titres les plus emblématiques du film Call Me by Your Name de Luca Guadagnino, sorti en 2017.